# Bonesioides
Bonesioides es un género de escarabajos de la familia Chrysomelidae. En 1925 Laboissière describió el género. Contiene las siguientes especies:
- Bonesioides budongoensis Freund & Wagner, 2003
- Bonesioides coerulea (Allard, 1889)
- Bonesioides dimidiata Laboissiere, 1937
- Bonesioides gambiae Freund & Wagner, 2003
- Bonesioides godzilla Freund & Wagner, 2003
- Bonesioides jacobyi Freund & Wagner, 2003
- Bonesioides kamerunensis Freund & Wagner, 2003
- Bonesioides marcoi Freund & Wagner, 2003
- Bonesioides montana Freund & Wagner, 2003
- Bonesioides nitida Freund & Wagner, 2003
- Bonesioides purpureipennis Laboissiere, 1925
- Bonesioides pusilla Freund & Wagner, 2003
- Bonesioides rubricollis Freund & Wagner, 2003
- Bonesioides speciosa Laboissiere, 1937
- Bonesioides trispiculata Freund & Wagner, 2003